# Бойко Борисов
Бо́йко Методіeвич Бори́сов (13 червня 1959 , Банкя, Народна Республіка Болгарія ) — болгарський державний та політичний діяч. Тричі Прем'єр-міністр Болгарії (2009—2013, 2014—2017, 2017—2021).

## Кар'єра
Народився в сім'ї співробітника Міністерства внутрішніх справ. Мати — шкільна вчителька. 1977 року намагався вступити на факультет державної безпеки Вищої спеціальної школи Міністерства внутрішніх справ, але через те, що його прадід був розстріляний комуністичними повстанцями 1944 року, був змушений піти в іншу галузь — на факультет пожежної безпеки (закінчив 1982).
Служив у 1982—1990 рр. у Міністерстві внутрішніх справ, у протипожежній службі, командир взводу, потім — роти, а пізніше був викладачем y Вищому інституті офіцерської підготовки Міністерства внутрішніх справ у Софії, тренером з карате. 1991 року заснував приватне охоронне підприємство «Іпон-1», яке мало впливову й відому клієнтуру, зокрема, займалося забезпеченням безпеки колишнього керівника соціалістичної Болгарії Тодора Живкова і колишнього царя Симеона II.
2004 року йому присвоєно звання генерал-лейтенанта.

## Політична кар'єра
Генеральний секретар Міністерства внутрішніх справ у 2001—2005 в уряді Симеона Сакськобурготського. 2005 року почалася власне політична кар'єра Бойка Борисова. Він увійшов до виборчого списку партії Національний рух «Симеон Другий», і був обраний до парламенту країни від цього руху. Однак волів відмовитися від мандату і залишитися на своїй посаді в Міністерстві внутрішніх справ.

## Прем'єр-міністр Болгарії
5 липня 2009 році на чергових виборах рух «ГЄРБ» отримав більшість місць в національному парламенті. Бойко Борисов сформував однопартійний кабінет міністрів, склад якого було затверджено Народними зборами 27 липня 2009. Зокрема, до складу уряду, у якому Бойко Борисов зайняв пост прем'єр-міністра, увійшов як заступник прем'єра і міністра внутрішніх справ його найближчий соратник, голова партії «ГЄРБ» Цветан Цветанов, посаду віцепрем'єра і міністра фінансів отримав відомий ліберальний економіст, колишній співробітник Світового банку Сімеон Дянков, а міністерство закордонних справ очолила депутат Європарламенту, соціолог Румяна Желева. У січні 2010 після скандалу навколо її імені Румяна Желева була змушена покинути уряд. 20 лютого 2013 року під тиском кількаденних народних протестів, викликаних підвищенням вартості електроенергії та опалення оголосив про свою відставку та одночасну з ним відставку уряду.
У листопаді 2014 знову обраний прем'єр-міністром Болгарії.

## Кримінальне переслідування
17 березня 2022 року Міністерство внутрішніх справ Болгарії повідомило, що поліція затримала Борисова в межах поліцейської операції, пов'язаної з розслідуванням прокуратури ЄС. У міністерстві не оприлюднили подробиць, однак громадське телебачення BNT повідомило, що справи стосуються «зловживання допомогою ЄС». При цьому операція МВС відбулась без відома прокуратури через «терміновість» справи. За добу після арешту Борисова звільнили, а чинний прем'єр-міністр Кирил Петков звинуватив прокуратуру в саботуванні розслідування. Прокуратура відкинула всі претензії, а її представник заявив, що для висунення звинувачень Борисову недостатньо доказів.